# 656

## Събития
- Али ибн Абу Талиб става четвъртият Велик халиф